# جان فرانسوا شامبليون
جون فرانسوا شامبليون (بالفرنسية: Jean-François Champollion)‏ ويُعرف أيضًا بـ شامبليون الصغير (23 ديسمبر 1790 - 4 مارس 1832)، أكاديمي وفقيه لغوي وعالم شرقيات فرنسي اشتهر بفكّه لرموز الهيروغليفية المصرية، وبكونه أحد واضعي أسس علم المصريات. نبغ شامبليون منذ طفولته في مجال اللغويات، حيث قدّم أولى أوراقه البحثية المنشورة حول فك رموز اللغة الديموطيقية سنة 1806م، وتقلّد في شبابه العديد من المناصب الفخرية في الأوساط العلمية، وكان قادرًا على التحدث باللغتين القبطية والعربية بطلاقة. في بداية القرن التاسع عشر الميلادي، سادت الأوساط الفرنسية حالة من الهوس بالمصريات بعد نتائج البعثة العلمية التي صاحبت الحملة الفرنسية على مصر التي سلّطت الضوء على حجر رشيد المكتوب بثلاث لغات. وقتئذ، سادت النقاشات والجدل بين الأوساط العلمية الفرنسية حول عمر الحضارة المصرية، وحول دور وطبيعة الكتابة الهيروغليفية، وعمّا إذا كانت تلك الرموز تُمثّل أصوات أم أنها تُمثّل رسوم تمثل فكرة أو مدلول. كما اعتقد الكثيرون أن تلك الكتابة كانت تستخدم فقط في الطقوس والأمور المقدّسة، وبالتالي فرموزها غير قابلة للفك لارتباطها بأفكار باطنية وفلسفية، ولنفس السبب فالأرجح أنها لم تستخدم في تدوين المعلومات التاريخية. لذا، تكمُن أهمية فك رموز الهيروغليفية المصرية في أنها أظهرت أن تلك الفرضية خاطئة، فدفعت الكثيرين للبدء في استخراج الكثير من المعلومات التي دوّنها المصريون القدماء.
عاش شامبليون في فترة من الاضطرابات السياسية في فرنسا التي تسببت في تعطيل أبحاثه بطرق مختلفة. خلال الحروب النابليونية، استطاع شامبليون تجنُّب التجنيد الإجباري، ولكن ولائه للنابليونية جعلته مشتبهًا به من قِبَل النظام الملكي اللاحق. غير أن حُسن علاقاته مع شخصيات سياسية وعلمية مهمة في ذلك الوقت، مثل جوزيف فورييه والبارون دي ساسي ساعدته، رغم انعزاله عن المجتمع العلمي في بعض الفترات.
في سنة 1820م، شرع شامبليون بجدية في مشروعه لفكّ رموز الكتابة الهيروغليفية، وسرعان ما طغت إنجازاته على إنجازات العالم الموسوعي توماس يونغ الذي حقق أولى النجاحات في مجال فك الرموز قبل سنة 1819م. وفي سنة 1822م، نشر شامبليون أول كُتُبُه في هذا المجال حول فك الرموز الهيروغليفية في حجر رشيد، حيث أعلن استنتاجه أن نظام الكتابة المصرية القديمة كان مزيجًا بين الإشارات الصوتية والرموز. وفي سنة 1824م، نشر شامبليون مُلخّصًا قام فيه بتفصيل فك رموز الكتابة الهيروغليفية موضحًا المدلولات الصوتية ومفاهيم تلك الرموز. وفي سنة 1829م، سافر شامبليون إلى مصر حيث قرأ العديد من النصوص الهيروغليفية التي لم تتم دراستها من قبل، وعاد إلى فرنسا بمجموعة كبيرة من الرسومات الجديدة للنقوش الهيروغليفية. وبعد عودته، حصل شامبليون على درجة الأستاذية في علم المصريات، لكنه لم يتمكن سوى من إلقاء بعض المحاضرات قبل أن تتدهور صحته التي تأثرت بمصاعب الرحلة إلى مصر، مما دفعه لاعتزال التدريس. ثم توفي شامبليون في باريس سنة 1832م عن عمر يناهز 41 عامًا، ونُشر كتابه حول القواعد النحوية للغة المصرية القديمة بعد وفاته.
دارت بين علماء المصريات نقاشات مكثفة خلال حياة شامبليون وبعد وفاته لفترة طويلة حول مزايا فكّه لرموز الهيروغليفية. كما تعرّض شامبليون لانتقاد البعض، نظرًا لعدم إثنائه على الاكتشافات المبكرة ليونغ، كما اتُهم بالسرقة الأدبية، وطالما شكك آخرون في دقة فكه للرموز الهيروغليفية. غير أن الاكتشافات والتأكيدات اللاحقة من قبل العلماء التي اعتمدت على نتائجه أدت تدريجيًا إلى القبول العام لإنجازه. وعلى الرغم من أن البعض لا يزال يُصر على أنه كان ينبغي على شامبليون الاعتراف بقيمة مساهمات يونغ، إلا أن فك شامبليون للرموز الهيروغليفية يحظى الآن بقبول عالمي، وهو الأساس الذي بُنيت عليه جميع التطورات اللاحقة في هذا المجال. وبالتالي، فهو يُعدّ «مؤسس وأبو علم المصريات».

## فك رموز اللغة الهيروغليفية المصرية
كانت الرموز الهيروغليفية المصرية معروفة جيدًا لدى باحثي العالم القديم لقرون من الزمن، لكن قليلين من قاموا بأي محاولات لفهمها. استندت تخمينات العديد منهم حول المخطوطة على كتابات هاروبولو الذي أخذ باعتباره أن تكون الرموز تصويرية، لا تمثل لغة محكية محددة. على سبيل المثال، قال أثانيسيوس كيرتشر بأن اللغة الهيروغليفية كانت عبارة عن رموز «لا يمكن ترجمتها إلى كلمات، وإنما يُعبَّر عنها بعلامات ورموز (أحرف) وأشكال فقط»، ما يعني أنه كان من المستحيل فك المخطوطة بجوهرها (معناها الحقيقي). اعتبر آخرون أن استخدام الهيروغليفية في المجتمع المصري كان محدودًا بالمحيط الديني وأنهم مثّلوا مفاهيم مبطنة داخل عالم الدين ما يعني أنها فُقدت اليوم. لكن كان كيرتشر أول من أشار إلى أن القبطية الحديثة كانت شكلًا بالٍ (تالفًا) من اللغة التي وجدت في المخطوط الشعبي المصري. بظهور حالة الهوس بالمصريات في فرنسا في أوائل القرن التاسع عشر، بدأ الباحثون بمعالجة مسألة الرموز الهيروغليفية باهتمام متجدد، لكن أيضًا دون فكرة مبدئية عما إذا كان النص صوتيًا أو صوريًا، أو إذا مثّلت النصوص مواضيع وثنية أو روحانيات مقدسة. كان هذا العمل المبكر مجرد تخمينات، دون اتباع أسلوب مُمنهج لإثبات القراءات المقترحة. كانت أول الإنجازات المنهجية اكتشاف جوزيف دي جين بأن الخراطيش قد كُتب فيها أسماء الحكام، وإعداد جورج زويغا لقائمة من الرموز الهيروغليفية، واكتشاف أن اتجاه القراءة يعتمد على الاتجاه الذي تواجهه الرموز.

### الدراسات الأولى
ظهر اهتمام شامبليون بالتاريخ المصري والنص الهيروغليفي في سن مبكر. في عمر السادسة عشرة، ألقى محاضرة أمام أكاديمية غرينوبل والذي جادل فيها بأن اللغة المحكية من قِبل المصريين القدماء، والتي كتبوا من خلالها النصوص الهيروغليفية، كانت مرتبطة بشدة باللغة القبطية. أثبتت وجهة النظر هذه أنها ذات أهمية في القدرة على قراءة النصوص، وأكد التاريخ على صحة العلاقة المقترحة بين القبطية والمصرية القديمة. مكنه هذا من اقتراح أن النص الشعبي قد مثّل اللغة القبطية.

في عام 1806، كتب إلى أخيه حول قراره بأن يصبح الشخص الذي يفك النص المصري:
«أريد أن أقوم بدراسة معمقة ومتواصلة لهذه الأمة القديمة (الأثرية). يملَؤني الحماس، الذي قادني إلى دراسة آثارهم وقوتهم ومعرفتهم، بالتقدير، سيكبر كل هذا إلى ما هو أبعد من ذلك إذ سأكتسب  تصورات جديدة. من بين كل الأشخاص الذين أفضلهم، سأقول بأنه لا أحد عزيز على قلبي كالمصريين.»  شامبليون، 1806.    

## مؤلفاته
- L'Égypte sous les Pharaons, ou recherches sur la géographie, la religion, la langue, les écritures et l'histoire de l'Égypte avant l'invasion de Cambyse. Tome premier : Description géographique. Introduction. Paris: De Bure. 1814. OCLC:716645794. مؤرشف من الأصل في 2020-10-04.
- L'Égypte sous les Pharaons, ou recherches sur la géographie, la religion, la langue, les écritures et l'histoire de l'Égypte avant l'invasion de Cambyse. Description géographique. Tome Second. Paris: De Bure. 1814. OCLC:311538010. مؤرشف من الأصل في 2020-10-04.
- De l'écriture hiératique des anciens Égyptiens. Grenoble: Imprimerie Typographique et Lithographique de Baratier Frères. 1821. OCLC:557937746.
- Lettre à M. Dacier relative à l'alphabet des hiéroglyphes phonétiques employés par les égyptiens pour écrire sur leurs monuments les titres, les noms et les surnoms des souverains grecs et romains. See also the wikipedia article رسالة إلى السيد دايسير. Paris: Firmin Didot Père et Fils. 1822. مؤرشف من الأصل في 2020-10-04.{{استشهاد بكتاب}}:  صيانة الاستشهاد: آخرون (link)
- Panthéon égyptien, collection des personnages mythologiques de l'ancienne Égypte, d'après les monuments (explanatory text to illustrations by Léon-Jean-Joseph Dubois). Paris: Firmin Didot. 1823. OCLC:743026987. مؤرشف من الأصل في 2020-10-04.
- Précis du système hiéroglyphique des anciens Égyptiens, ou recherches sur les éléments premiers de cette écriture sacrée, sur leurs diverses combinaisons, et sur les rapports de ce systéme avec les autres méthodes graphiques égytpiennes. Paris, Strasbourg, Londres: Treuttel et Würtz. 1824. OCLC:490765498. مؤرشف من الأصل في 2020-10-04.;
- Lettres à M. le Duc de Blacas d'Aulps relatives au Musée Royal Egyptien de Turin. Paris: Firmin Didot Père et Fils. 1824. OCLC:312365529. مؤرشف من الأصل في 2020-10-04.;
- Notice descriptive des monuments Égyptiens du musée Charles X. Paris: Imprimerie de Crapelet. 1827. OCLC:461098669. مؤرشف من الأصل في 2020-10-04.;
- Lettres écrites d'Égypte et de Nubie. Project Gutenberg. ج. 10764. 1828–1829. OCLC:979571496. مؤرشف من الأصل في 2020-10-04.;

### مؤلفات نُشرت بعد وفاته
- Monuments de l'Egypte et de la Nubie : d'après les dessins exécutés sur les lieux sous la direction de Champollion le-Jeune, et les descriptions autographes qu'il en a rédigées. Volume 1 & 2. Paris: Typographie de Firmin Didot Frères. 1835–1845. OCLC:603401775.
- Grammaire égyptienne, ou Principes généraux de l'ecriture sacrée égyptienne appliquée a la représentation de la langue parlée. طالع أيضاً مقالة Grammaire égyptienne على ويكيبيديا. Paris: Typographie de Firmin Didot Frères. 1836. OCLC:25326631. مؤرشف من الأصل في 2020-10-04.{{استشهاد بكتاب}}:  صيانة الاستشهاد: آخرون (link);
- Dictionnaire égyptien en écriture hiéroglyphique. Paris: Firmin Didot Frères. 1841. OCLC:943840005. مؤرشف من الأصل في 2020-10-04.

## مقالات متعلقة
- الحملة الفرنسية على مصر
- حجر رشيد

## وصلات خارجية
- جان فرانسوا شامبليون على موقع الموسوعة البريطانية (الإنجليزية)
- جان فرانسوا شامبليون على موقع إن إن دي بي (الإنجليزية)